# Tre Giorni delle Fiandre Occidentali
La Tre Giorni delle Fiandre Occidentali era una corsa in linea di ciclismo su strada maschile che si svolgeva nella regione delle Fiandre, in Belgio, ogni anno nel mese di marzo. Dal 2005 fece parte del circuito continentale UCI Europe Tour.

## Storia
La corsa fu creata nel 1945 con il nome di Omloop der Vlaamse Ardennen - Ichtegem (Circuito delle Ardenne fiamminghe - Ichtegem). Nel 1965 viene introdotta una seconda tappa, Vlaamse Pijl (La Freccia delle Fiandre). Dal 1999 al 2002 fu chiamata Guldensporentweedaagse (Due giorni degli speroni d'oro) e nel 2003 prese la denominazione attuale. Dal 1999, la Vlaamse Pijl costituisce la seconda tappa, mentre l'Omloop der Vlaamse Ardennen costituisce l'ultima tappa della prova.
La Tre giorni è composta da altrettante tappe. Nel 2015 viene introdotto alla prima tappa un prologo di 7 km sulle strade di Middelkerke. Seguono due frazioni sui classici percorsi fiamminghi composti da muri e tratti in pavé, che finiscono col premiare corridori dotati di spunto veloce, ma al tempo stesso abili a superare indenni le difficoltà altimetriche.
La corsa è diventata una gara di un giorno nel 2017, chiamata Dwars door West-Vlaanderen.

## Albo d'oro
Aggiornato all'edizione 2016.
| Anno                                   | Vincitore                              | Secondo                                | Terzo                                  |           |
| Omloop der Vlaamse Ardennen - Ichtegem | Omloop der Vlaamse Ardennen - Ichtegem | Omloop der Vlaamse Ardennen - Ichtegem | Omloop der Vlaamse Ardennen - Ichtegem |           |
| -------------------------------------- | -------------------------------------- | -------------------------------------- | -------------------------------------- | --------- |
| 1945                                   | Marcel Kint                            | Prosper Depredomme                     | Maurice Desimpelaere                   |           |
| 1946                                   | Joseph Somers                          | Albert Decin                           | Achiel Buysse                          |           |
| 1947                                   | Template:Lien                          | Albert Anutchin                        | André Maelbrancke                      |           |
| 1948                                   | Raymond Impanis                        | Stan Ockers                            | François De Donder                     |           |
| 1949                                   | Norbert Callens                        | René (Flander) Janssens                | André Maelbrancke                      |           |
| 1950                                   | Arseen Ryckaert                        | Marcel Dierkens                        | Gilbert Caupain                        |           |
| 1951                                   | Valère Ollivier                        | Joseph Van Staeyen                     | Lucien Mathys                          |           |
| 1952                                   | Kwik Van Kerckhove                     | Karel De Baere                         | Gerard Buyl                            |           |
| 1953                                   | Marcel Dierckens                       | Roger Decock                           | André Maelbrancke                      |           |
| 1954                                   | Maurice Blomme                         | Arthur Mommerency                      | Hilaire Couvreur                       |           |
| 1955                                   | René Mertens                           | Buddy-Camilius Demunster               | Lucien Mathys                          |           |
| 1956                                   | Frans Van Looveren                     | Arthur Mommerency                      | Willy Truye                            |           |
| 1957                                   | Noël Foré                              | André Messelis                         | Lucien Mathys                          |           |
| 1958                                   | Cyriel Vanbossel                       | Gabriel Borra                          | Willy Truye                            |           |
| 1959                                   | Daniel Denys                           | Arthur Decabooter                      | Richard Durlacher                      |           |
| 1960                                   | Florent Vanpollaert                    | Bas Maliepaard                         | Kamiel Lamote                          |           |
| 1961                                   | Gabriël Borra                          | Kamiel Buysse                          | Lucien Demunster                       |           |
| 1962                                   | Staf Vanvaerenbergh                    | Piet Rentmeester                       | Georges Decraeye                       |           |
| 1963                                   | Gustaaf De Smet                        | Armand Desmet                          | René Van Meenen                        |           |
| 1964                                   | Lucien Gaelens                         | Gilbert Maes                           | René Van Meenen                        |           |
| 1965                                   | Bernard Van De Kerckhove               | André Messelis                         | Benoni Beheyt                          |           |
| 1966                                   | Noël Van Clooster                      | Guido Reybrouck                        | Norbert Kerckhove                      |           |
| 1967                                   | Gustaaf De Smet                        | Theo Mertens                           | André Planckaert                       |           |
| 1968                                   | Willy Vanneste                         | Roger Rosiers                          | Romain De Loof                         |           |
| 1969                                   | Eric De Vlaeminck                      | Wim du Bois                            | Joseph Mathy                           |           |
| 1970                                   | annullata                              | annullata                              | annullata                              | annullata |
| 1971                                   | Eric Leman                             | André Dierickx                         | Roger Rosiers                          |           |
| 1972                                   | Tino Tabak                             | Aimé Delaere                           | Noël Vantyghem                         |           |
| 1973                                   | Frans Verbeeck                         | Freddy Maertens                        | Jean-Pierre Berckmanss                 |           |
| 1974                                   | Patrick Sercu                          | Walter Planckaert                      | Raymond Steegmans                      |           |
| 1975                                   | Patrick Sercu                          | Frans Verbeeck                         | Rik Van Linden                         |           |
| 1976                                   | Christian De Buysschere                | Marcel Van der Slagmolen               | Carlos Cuyle                           |           |
| 1977                                   | Herman Beysens                         | Walter Naegels                         | Eric De Vlaeminck                      |           |
| 1978                                   | Leo Van Thielen                        | Rudy Pevenage                          | Fons van Katwijk                       |           |
| 1979                                   | Piet van Katwijk                       | Eddy Vanhaerens                        | Hans-Peter Jakst                       |           |
| 1980                                   | Johan Wellens                          | Daniel Gisiger                         | Ronny Van de Vijver                    |           |
| 1981                                   | Ferdi Van Den Haute                    | Jan Bogaert                            | Bert Oosterbosch                       |           |
| 1982                                   | Dirk Heirweg                           | Alain De Roo                           | Marc Madiot                            |           |
| 1983                                   | Ludo Peeters                           | Johan van der Velde                    | Adri Schipper                          |           |
| 1984                                   | William Tackaert                       | Alain De Roo                           | Dirk Durant                            |           |
| 1985                                   | Hans Daams                             | Erik Stevens                           | Herman Frison                          |           |
| 1986                                   | Jozef Lieckens                         | Frank Verleyen                         | Carlo Bomans                           |           |
| 1987                                   | Franky Van Oyen                        | Hendrik Redant                         | Patrick Onnockx                        |           |
| 1988                                   | Michel Cornelisse                      | Rob Kleinsman                          | Frank Pirard                           |           |
| 1989                                   | Luc Colyn                              | Dean Woods                             | Ronny Vlassaks                         |           |
| 1990                                   | Dirk Demol                             | Peter Pieters                          | Patrick Deneut                         |           |
| 1991                                   | Hendrik Redant                         | Edwig Van Hooydonck                    | Frank Van Den Abeele                   |           |
| 1992                                   | Nico Verhoeven                         | Edwig Van Hooydonck                    | Jans Koerts                            |           |
| 1993                                   | Nico Eeckhout                          | Michel Cornelisse                      | Hans De Meester                        |           |
| 1994                                   | Bo Hamburger                           | Léon van Bon                           | Philip De Baets                        |           |
| 1995                                   | Johan Museeuw                          | Frank Høj                              | Robbie Vandaele                        |           |
| 1996                                   | Wilfried Peeters                       | Johan Museeuw                          | Hendrik Redant                         |           |
| 1997                                   | Léon van Bon                           | Erik Dekker                            | Tom Desmet                             |           |
| 1998                                   | Jesper Skibby                          | Lars Michaelsen                        | Hans De Meester                        |           |
| Guldensporentweedaagse                 |                                        |                                        |                                        |           |
| 1999                                   | Wilfried Peeters                       | Michael Danielson                      | Steven de Jongh                        |           |
| 2000                                   | Servais Knaven                         | Lars Michaelsen                        | Jacob Rasmussen                        |           |
| 2001                                   | Erik Dekker                            | Michael Boogerd                        | Steven de Jongh                        |           |
| 2002                                   | Erik Dekker                            | Steven Van Malderghem                  | Olaf Pollack                           |           |
| Driedaagse van West-Vlaanderen         |                                        |                                        |                                        |           |
| 2003                                   | Jaan Kirsipuu                          | Jimmy Casper                           | Lauri Aus                              |           |
| 2004                                   | Robert Bartko                          | Jaan Kirsipuu                          | Kurt-Asle Arvesen                      |           |
| 2005                                   | non disputato                          | non disputato                          | non disputato                          |           |
| 2006                                   | Niko Eeckhout                          | Robbie McEwen                          | Matti Breschel                         |           |
| 2007                                   | Jimmy Casper                           | Wouter Weylandt                        | Stefan van Dijk                        |           |
| 2008                                   | Bobbie Traksel                         | Niko Eeckhout                          | Sergej Ivanov                          |           |
| 2009                                   | Johnny Hoogerland                      | Kevyn Ista                             | Jens Mouris                            |           |
| 2010                                   | Jens Keukeleire                        | Kris Boeckmans                         | Bobbie Traksel                         |           |
| 2011                                   | Jesse Sergent                          | Sébastien Rosseler                     | Michał Kwiatkowski                     |           |
| 2012                                   | Julien Vermote                         | Jesse Sergent                          | Michail Ignat'ev                       |           |
| 2013                                   | Kristof Vandewalle                     | Tobias Ludvigsson                      | Niki Terpstra                          |           |
| 2014                                   | Gert Jõeäär                            | Guillaume Van Keirsbulck               | Johan Le Bon                           |           |
| 2015                                   | Yves Lampaert                          | Anton Vorobyev                         | Jesse Sergent                          |           |
| 2016                                   | Sean De Bie                            | Łukasz Wiśniowski                      | Nils Politt                            |           |

### Vittorie per nazione
Aggiornato al 2016
| Pos. | Paese         | Vittorie |
| ---- | ------------- | -------- |
| 1    | Belgio        | 51       |
| 2    | Paesi Bassi   | 11       |
| 3    | Danimarca     | 2        |
| 3    | Estonia       | 2        |
| 5    | Lussemburgo   | 1        |
| 5    | Germania      | 1        |
| 5    | Francia       | 1        |
| 5    | Nuova Zelanda | 1        |